# شهرستان گارفیلد (نبراسکا)
شهرستان گارفیلد، نبراسکا (به انگلیسی: Garfield County, Nebraska) یک سکونتگاه مسکونی در ایالات متحده آمریکا است که در نبراسکا واقع شده‌است.

## خصوصیات
شهرستان گارفیلد ۱٬۴۷۸٫۸۹ کیلومترمربع مساحت دارد.